# Friedrich Ludwig von Berger
Friedrich Ludwig Berger, ab 1717 Ritter und Edler Herr von Berger (* 23. Januar 1701 in Wittenberg; † 1735 in Wetzlar), war ein deutscher Jurist.

## Familie
Er entstammte einer thüringischen Familie und war der Sohn des Reichshofrats Johann Heinrich von Berger, Professor an der Universität Wittenberg, und der Maria Sophia Jacobi. Der Vater wurde am 31. Mai 1717 in Wien in den Reichsritterstand erhoben, mit Namensmehrung Ritter und Edler Herr von Berger, dessen Geschwister erst am 31. Januar 1722.
Berger blieb unverheiratet.
Sein älterer Bruder war der Jurist Christoph Heinrich von Berger (1687–1737).

## Leben
Berger begann an der Universität Wittenberg das Studium der Rechtswissenschaften. Er wechselte an die Universität Wien, wo er sich vorrangig mit dem deutschen Staatsrecht beschäftigte und Rechtsgutachten für den kaiserlichen Hof verfasste. 
1724 wurde er herzoglich württembergischer Wirklicher Regierungsrat und 1728 zum Reichskammergerichtsbeisitzer ernannt. Als solcher hielt er 1729 Probe-Relationen ab, ohne die Introduktion zu erlangen. 1730 wurde er Legationsrat in fürstlich braunschweig-wolfenbütteler Diensten in Wolfenbüttel.
Berger trat mit seinen Schriften hervor, die vor allem staatsrechtliche Probleme Karls VI. behandelten. Darin spricht er sich gegen die Annahme des Kaisertitels durch Peter den Großen aus, für die Ansprüche des Kaisers auf die Toskana und den Nutzen, den italienischen Ständen das Stimmrecht auf dem Reichstag einzuräumen. Dabei tritt er dafür ein, dass es für die Autorität des Kaisers wichtig wäre, die Inquisition der italienischen Untertanen einzuschränken, und verteidigt das Recht des Kaisers zur Gründung der Ost- und Westindischen Kompanie in Ostende.

## Werke
- Succinctae animadversiones ad Henr. De Cocceii Juris publici prudentiam. 1724
- Opuscula miscella quaedam juris pubilici. 1725[1]